# Приволзький військовий округ
Приво́лзький військо́вий о́круг (ПриВО) — одиниця військово-адміністративного поділу в СРСР, один з військових округів, що існував у період з 1918 по 1989 та з 1992 по 2001 на території Поволжя.

## Історія
Приволзький військовий округ був утворений 4 травня 1918 спочатку на території, що включала Астраханську, Саратовську, Самарську, Симбірську, Пензенську губернії і Уральську область Російської Радянської Федерації. Надалі межі округу неодноразово змінювалися.
У 1941 році ПриВО включав Саратовську, Куйбишевську, Пензенську, Тамбовську, Воронезьку області і частини Орловської, Курської і Сталінградської областей РРФСР.
У довоєнний час управління військового округу базувалося в Саратові.
З початком і в ході німецько-радянської війни в окрузі сформовано 5 армій, 132 дивізії, 65 окремих полків, 253 окремих батальйони. На території військового округу розпочали формування польські та чехословацькі військові частини, що брали участь у війні на боці Радянського Союзу.
Указом Президії Верховної Ради СРСР від 15 січня 1974 за великий внесок у справу зміцнення оборонної могутності країни та її збройного захисту Приволзький і Уральський військові округи були нагороджені орденом Червоного Прапора.
За станом на 1983 Червонопрапорний Приволзький військовий округ включав території Куйбишевської, Саратовської, Ульяновської, Пензенської і Оренбурзької областей, Татарської, Башкирської, Чуваської, Марійської і Мордовської АРСР. Штаб округу — в Куйбишеві.
У 1989 році Червонопрапорний Приволзький військовий округ був об'єднаний з Червонопрапорним Уральським військовим округом у Червонопрапорний Приволзько-Уральський військовий округ (ПУрВО). На базі управління Приволзького військового округу була сформована 42-га загальновійськова армія. 
1 жовтня 1992 року у складі сухопутних військ Російської Федерації знову утворений Червонопрапорний Приволзький військовий округ другого формування. Новий Приволзький ВО з 1992 включав такі регіони, в адміністративних межах Республіки Башкортостан, Марій Ел, Мордовії, Татарстану, Удмуртської та Чуваської республік, Кіровської, Оренбурзької, Пензенської, Пермської, Самарської, Саратовської, Ульяновської областей та Коми-Перм'яцького автономного округу.
1 вересня 2001 у зв'язку з реформуванням Збройних сил Росії Приволзький військовий округ вдруге об'єднаний з Уральським військовим округом у Приволзько-Уральський військовий округ.

## Склад
- 2-га загальновійськова армія, м. Самара, Самарська область
- 43-тя навчальна мотострілецька дивізія (469 ОНЦ)

## Командування

### Командувачі
1-ше формування
- воєнком Долгушин О. Ф. (1918)
- воєнком Межлаук І. І. (1918—1919)
- воєнком Коган І. Л. (1919)
- воєнком Петряев П. О. (1919—1920)
- воєнком Гольдберг Б. І. (1920—1921)
- краском Оськін Д. П. (1921—1923)
- краском Мрачковський С. В. (1923—1924)
- Седякін О. Г. (1924—1927)
- Базилевич Г. Д. (1927—1931)
- Шапошников Б. М. (1931—1932)
- Федько І. Ф. (1932—1933)
- командарм 2-го рангу Дибенко П. Ю. (1933—1937)
- Маршал Радянського Союзу Тухачевський М. М. (11-24 травня 1937)
- комкор Єфремов М. Г. (1937)
- комкор Брянських П. О. (1937—1938)
- комкор Мерецков К. П. (1938—1939)
- генерал-лейтенант Шевалдин Т. І. (1939—1940)
- генерал-лейтенант Герасименко В. П. (1940—1941)
- генерал-майор Попов М. Т. (1941)
- генерал-лейтенант Калінін С. А. (1941—1944)
- генерал-полковник Хозін М. С. (1944—1945)
- генерал-полковник Гордов В. М. (1945—1946)
- генерал-полковник Юшкевич В. О. (1946—1950)
- генерал-лейтенант Перекрестов Г. Н. (1950—1953)
- генерал-полковник Кузнецов В. І. (1953—1958)
- генерал-полковник Комаров В. М. (1958—1960)
- генерал-полковник Стученко А. Т. (1960—1961)
- генерал-полковник Павловський І. Г. (1961—1963)
- генерал-полковник Лященко М. Г. (1963—1965)
- генерал-полковник Огарков М. В. (1965—1968)
- генерал-полковник Паршиков О. М. (1968—1971)
- генерал-полковник Науменко Ю. А. (1971—1975)
- генерал-полковник Лушев П. Г. (1975—1977)
- генерал-полковник Кончиць В. М. (1977—1981)
- генерал-полковник Ряхов А. Я. (1981—1985)
- генерал-полковник Патрикеєв В. О. (1985—1989)

2-ге формування
- генерал-полковник Сергєєв А. І. (1992—2001)